# تأثير علاجي
يشير التأثير العلاجي إلى الاستجابة بعد العلاج من أي نوع، والتي تعتبر نتائجها مفيدة. سواء كانت النتيجة متوقعة أوغير متوقعة، أو حتى نتيجة غير مقصودة. التأثير السلبي بما في ذلك تأثير نوسيبو هو العكس ويشير إلى استجابة ضارة أو غير مرغوب فيها. ما يشكل أثراً علاجياً مقابل أثر جانبي هو مسألة طبيعة الموقف وأهداف العلاج. لا يوجد فرق متأصل يفصل بين الآثار الجانبية العلاجية وغير المرغوب فيها، كلا الاستجابات هي التغيرات السلوكية أو الفسيولوجية التي تحدث كاستجابة لاستراتيجية العلاج أو عامل.

## نطاق العلاج
لتعظيم الآثار العلاجية (المرغوبة) وتقليل الآثار الجانبية (غير المرغوب فيها) يتطلب التعرف على العلاج وتقديره بأبعاد متعددة. في الحالة المحددة للتدخلات الصيدلانية المستهدفة، غالبًا ما تكون هناك حاجة إلى مزيج من العلاجات لتحقيق النتائج المرجوة.

## أمثلة علم الصيدلة
- وجدت مراجعة عام 2015 أن للصبر الحقيقي تأثير علاجي مثل مضادات الأكسدة العلاجية، ومضادات الميكروبات، وتعزيز المناعة، وعلاجات مرض السرطان، ونقص السكر في الدم، وأدوية تخفيض شحميات الدم، والتئام الجروح، وخافضات سكر الدم للسيكيديا.[5]
- أيضا في عام 2015، وجدت مراجعة أن المعينات الحيوية كانت مفيدة في علاج متلازمة القولون المتهيج.[6]
- مرة أخرى في عام 2015 وجدت مراجعة أخرى أن ريتوكسيماب كان علاجيًا في علاج الوهن العضلي وبيل، وهو اضطراب المناعة الذاتية.[7]
- وجدت مراجعة عام 2016 أن الاستخدام المساعد للمغذيات القياسية من الدرجة الصيدلانية، المعروفة باسم أطعمة لتحسين الحالة الصحية، كان له تأثير علاجي في المرضى الذين يعانون من الاكتئاب.[8]
- أيضا في عام 2016، وجدت مراجعة أنه على الرغم من البيانات المحدودة للذيفان السجقية نوع قد يكون مفيدا لعلاج ألم عصب ثلاثي التوائم انتياب ويقترح المزيد من الدراسة.[9]

## أمثلة غير الدوائية
- وجدت مراجعة عام 2014 أن هناك فائدة علاجية قوية من العلاج بالخلايا الجذعية على تعافي الأعضاء من الإصابة وأنه قد يمنع أيضًا نمو الورم.[10]
- وجدت مراجعة عام 2015 أن التدخلات القائمة على الذهن كان لها تأثير علاجي على الحد من الإجهاد للأمراض العقلية.[11]
- وفي عام 2015 أيضاً، أظهرت مراجعة أن الإشعاع مع العلاج بالليزر منخفض المستوى كان له تأثير علاجي في زيادة معدلات انتشار الخلايا الجذعية في المختبر.[12]
- أظهرت مراجعة عام 2017 أن التمارين الهوائية وتمارين القوة كان لها تأثير علاجي على الصحة البدنية والعقلية للناجين من السرطان.[13]
- أيضًا في عام 2017، وجدت مراجعة أن علاج بالموجات التصادمية من خارج الجسم منخفض الكثافة كان علاجيًا في علاج ضعف الانتصاب.[14]